# پل آذر اصفهان
پل آذر از مجموعه پل‌هایی است که با معماری نو بر روی زاینده رود در شهر اصفهان ساخته شده است. به تاریخ ۷ مهر۱۳۵۲ مراسم کلنگ زنی آن آغاز شد و در سال ۱۳۵۷ در زمان محمدرضاشاه پهلوی گشایش یافت.
این پل در میان پل فلزی در غرب و سی‌وسه‌پل در شرق قرار دارد و خیابان آذر در شمال زاینده رود را به خیابان توحید در جنوب این رود پیوند می‌دهد. خیابان آذرجنوبی، (توحید کنونی) پیش از ساخت این پل وجود نداشت و پس از پایان ساخت پل، خیابان توحید نیز ساخته شد.